# Asthénie
Ne doit pas être confondu avec Fatigue (physiologie).
Pour l’article homonyme, voir Asthénie (bande dessinée).
L'asthénie est la faiblesse générale d'un organisme, se caractérisant par une diminution de son pouvoir de fonctionnement. Cet état survient après une activité physique, un travail intense ou encore un effort[réf. souhaitée], et de surcroit, il ne disparaît pas avec le repos. Elle peut concerner l'état psychique, la libido ou l'intellect.
Contrairement à la fatigue, l'asthénie est une pathologie.
L'asthénie est un symptôme et un motif de consultation médicale très fréquent : selon un sondage sur des patients français en consultation de médecine générale, 47 % déclarent avoir éprouvé ce qui s'apparente à de l'asthénie,.
L'enjeu de la consultation est de faire la différence entre une fatigue généralisée, bien souvent réactionnelle à un stress chronique, physique et/ou psychique (que l'on peut rapprocher de la lassitude, mais parfois secondaire à une maladie générale) et un véritable signal d'alarme d'un processus physiopathologique spécifique.

## Étiologie
L'asthénie de type « fatigue généralisée » peut avoir pour origine :
- stress chronique[1] ;
- dépression[4] ; phase dépressive, dite « basse », du trouble bipolaire ;
- névrose (anxiété chronique en particulier)[1] ;
- syndrome de fatigue chronique[4] ;
- ménopause ;
- grossesse
- réactions à certains médicaments[1].

Dans le cas des asthénies d'origine cardiovasculaires et respiratoires, l’insuffisance cardiaque, les troubles du rythme, l’insuffisance respiratoire chronique, le syndrome d'apnée du sommeil peuvent aussi être à l’origine d’une asthénie.
L'asthénie dite révélatrice peut se manifester dans le cadre d'une affection spécifique :
- carence en fer (anémie[4] par carence martiale) ;
- certaines infections virales[4] : covid-19,  grippe, mononucléose, VIH (primo-infection), hépatites B et C [6] ;
- rhinite chronique (d'origine allergique, infectieuse, etc.) ;
- certaines infections bactériennes[1] : brucellose, fièvre Q, maladie de Lyme, tuberculose ;
- infections parasitaires du genre trypanosomose « maladie du sommeil »[1] ;
- troubles endocriniens[4] : hypothyroïdie, hyperparathyroïdie, maladie d'Addison, syndrome de Cushing, hypopituitarisme, adénome hypophysaire, diabète ;
- maladies génétiques en particulier l'hémochromatose génétique (hyperabsorption du fer) ;
- cancer[4] ;
- carence nutritionnelle ou mal absorption de la vitamine B9 (acide folique) ;
- myopathie ;
- myofasciite à macrophages ;
- myasthénie ;
- atteinte de la moelle épinière ;
- asthénie iatrogène, par exemple : chimiothérapie, somnifères (médicaments hypnotiques), benzodiazépines, certains neuroleptiques[1] ;
- abus de substances[1] : cannabis, alcool, héroïne, morphine et ses dérivés ;
- intoxication alimentaire due à la consommation de champignons toxiques ;
- irradiations aiguës supérieures à 2 Gy ;
- maladie du chromosome de Philadelphie (1 ou 2 cas sur 100 000 personnes) ;
- courbatures musculaires, douleurs chroniques, fibromyalgie ;
- syndromes d'Ehlers-Danlos[7].
- l'asthénie peut être un symptôme du syndrome d'activation mastocytaire[8].